# Rhinobatos obtusus
Rhinobatos obtusus é uma espécie de peixe da família Rhinobatidae.
Pode ser encontrada nos seguintes países: Bangladesh, Índia, Indonésia, Malásia, Myanmar, Paquistão, Sri Lanka e Tailândia.
Os seus habitats naturais são: mar aberto, mar costeiro, recifes de coral e águas estuarinas.